# دومینیک پرووست-چاکلی
دومینیک پرووست-چاکلی (انگلیسی: Dominique Provost-Chalkley؛ زادهٔ ۲۴ مارس ۱۹۹۰) نویسنده، کنشگر محیط زیست، خواننده، ترانه‌سرا و بازیگر بریتانیایی-کانادایی است.
از فیلم‌ها یا برنامه‌های تلویزیونی که وی در آن نقش داشته‌است، می‌توان به ۱۲ میمون، ماجراهای مرداک و انتقام‌جویان: عصر اولتران اشاره کرد.